# Célula sustentacular

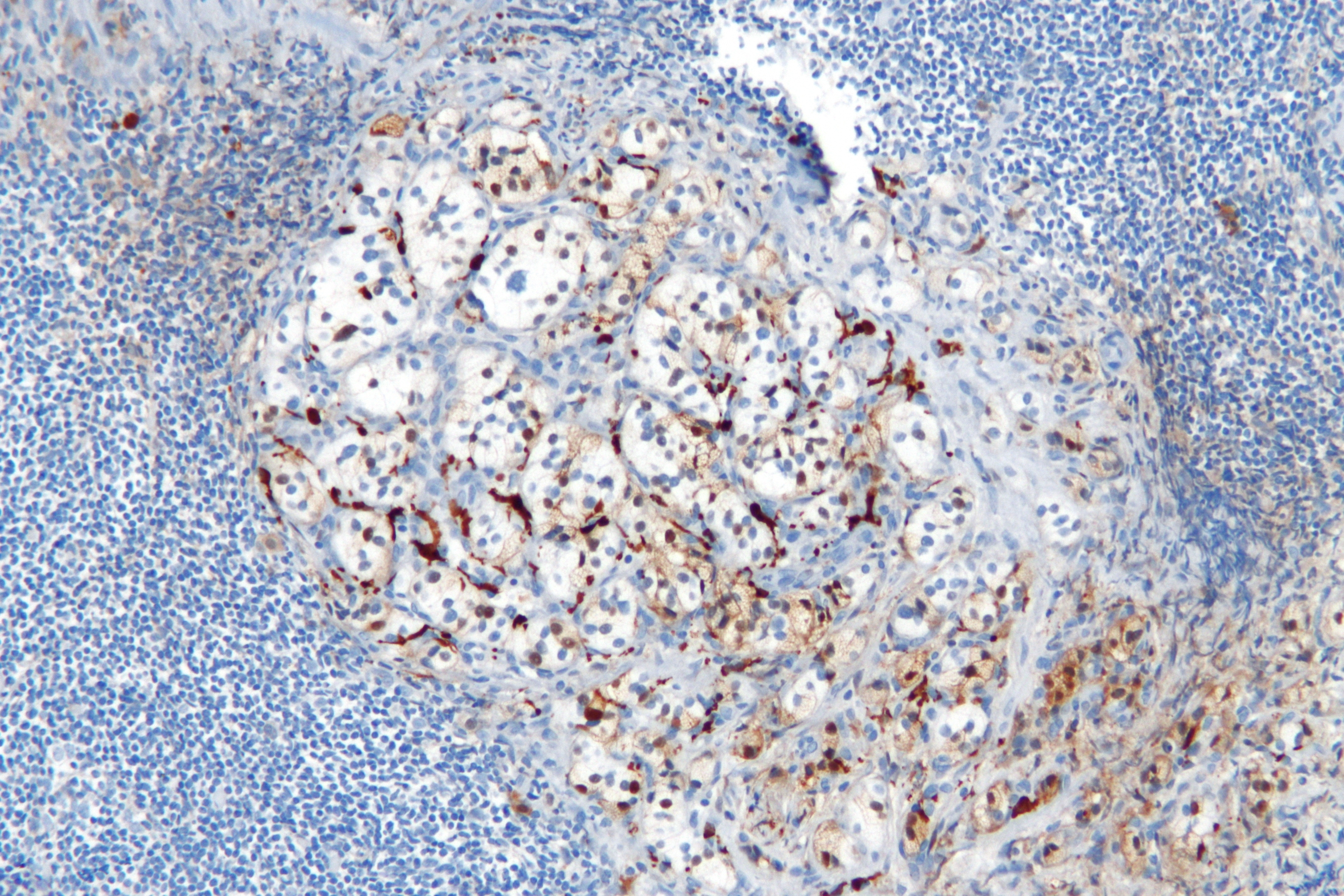
Micrografia destacando as células sustentaculares em um paraganglioma .Imunocoloração para S100.

A  célula sustentacular é um tipo de célula associada principalmente a um suporte estrutural, podendo ser encontrada em diversos tecidos.
- As células sustentaculares do epitélio olfatório (também chamadas de células de suporte) estão envolvidas na fagocitose de neurônios mortos,[2] na transformação de odorantes[3] e metabolização de xenobióticos.[4]
- Um tipo de célula sustentacular é a célula de Sertoli, no testículo. Ele está localizado nas paredes dos túbulos seminíferos e fornece nutrientes aos espermatozoides.[5] Eles são responsáveis pela diferenciação das espermátides, pela manutenção da barreira hemato-testicular e pela secreção de inibina, proteína de ligação a andrógenos e fator inibidor de Muller.
- Cerca de 40% dos tumores carcinoides apresentam dispersões de células sustentaculares, que se coram positivamente para S-100.[6]